# 45-та армія ВПС і ППО
45-та армія ВПС і ППО (45 А ВПС і ППО) — оперативне об'єднання в складі Північного флоту у Західному військовому окрузі. Наступник морської авіації Північного флоту.

## Історія
45-та армія ВПС і ППО Північного Флоту (військова частина 06351) сформована в грудні 2015 року на основі розпорядження Президента РФ з метою посилення системи контролю повітряної обстановки в арктичній зоні.
Палубна авіація 45-ї армії ВПС і ППО брала участь у військової операції Росії в Сирії. З листопада по грудень 2016 року, з борта важкого авіаносного крейсера «Адмірал Кузнєцов», льотчики виконали 420 бойових вильотів, 750 вильотів для виконання завдань пошуково-рятувального та авіаційно-транспортного забезпечення. Знищено понад 1000 об'єктів терористів.
Штаб розташовано у місті Сєвєроморськ. Армія входить до складу об'єднаного стратегічного командування «Північний флот».
2018 року Північний флот відновив повітряне патрулювання Арктики. У лютому 2019 року стало відомо, що Міноборони Росії планує значно збільшити бойову міць Північного Флоту і розгорнути 2 ескадрильї винищувачів-перехоплювачів МіГ-31 у Мурманської області.

## Склад
- Штаб, в/ч 06351 (місто Сєвєроморськ, смт Сафоново)
- 1-а дивізія ППО, в/ч 03123 (місто Сєвєроморськ)[1]:
  - 531-й гвардійський зенітний ракетний Невельського-Берлінський ордена Леніна, Червонопрапорний, орденів Суворова, Кутузова і Богдана Хмельницького полк, в/ч 70148 (Мурманська обл., м Полярний): — управління, АКП, 2 дивізіону по 12 од. ПУ ЗРК С-400, 1 дивізіон — 6 од. ЗРПК 96К6 «Панцир-С1»
  - 583-й зенітний ракетний Червонопрапорний полк, в/ч 36226 (Мурманська обл., місто Оленєгорськ): — управління, АКП, 2 дивізіону (12 од. ПУ ЗРК С-300пм, 12 од. ПУ ЗРК С-300ПС);
  - 1528-й зенітний ракетний ордена Червоної Зірки полк, в/ч 92485 (Архангельська обл., місто Северодвинск): — управління, АКП, 3 дивізіони по 12 од. ЗРК С-300ПС. На 2018 рік запланована поставка одного дивізіону (8 ПУ) ЗРК С-400;
  - 331-й радіотехнічний полк, в/ч 36138 (місто Сєвєроморськ, сел. Щукозеро);
  - 332-й радіотехнічний полк, в/ч 21514 (м Архангельськ)
  - 223-й вузол зв'язку, в/ч 03122, (Мурманська обл., місто Сєвєроморськ);
  - 877-й пункт наведення авіації, в/ч 92603 (Мурманська обл., місто Заполярний);
  - 1539-й окремий радіорелейний батальйон, в/ч 03777 (Мурманська обл., місто Сєвєроморськ);
- 3-тя дивізія ППО
  - 33-й зенітний ракетний полк, в/ч 23662 (аеродром Рогачов, Нова Земля): — 2 дивізіони по 12 од. ЗРК С-300пм, 1 дивізіон по 12 од. ЗРК С-400
  - 414-й гвардійський зенітний ракетний Брестський Червонопрапорний полк (Тіксі, Республіка Саха) (2 дивізіону С-300ПС)
  - Н-й зенітний ракетний полк (п. Діксон) (планується після 2020 року)
- 98-й окремий гвардійський змішаний авіаційний Вісленський Червонопрапорний, ордена Кутузова полк, в/ч 13690 й 75385, аеродром Мончегорськ Мурманської області; бомбардувальна, розвідувальна, винищувальна й вертолітна ескадрильї; 12 Су-24М, 12 Су-24МР, 14 МіГ-31БМ, 8 Мі-24;[5][6]
- 174-й винищувальний авіаційний полк, аеродром Мончегорськ: 20 МіГ-31БМ[7], Вступ в дію у 2019 році
- 100-й окремий корабельний винищувальний авіаційний полк, в/ч 61287 (п. Сєвєроморськ, аеродром  Сєвєроморськ-3, Мурманська обл.): МіГ-29К, МіГ-29КУБ
- 279-й окремий корабельний винищувальний авіаційний Смоленський Червонопрапорний полк імені двічі Героя Радянського Союзу Б. Ф. Сафонова, в/ч 98613 (п. Сєвєроморськ, аеродром  Сєвєроморськ-3, Мурманська обл.): Су-33, Су-30СМ, Су-25УТГ
- 403-й окремий змішаний авіаційний полк, в/ч 49324 (м Сєвєроморськ, аеродром Сєвєроморськ-1, Мурманська обл.): Іл-38, Іл-20РТ, Іл-22М, Ан-12, Ан-26, Ту-134[8]
- 830-й окремий корабельний протичовновий вертолітний полк, в/ч 87268 (м Сєвєроморськ, аеродром Сєвєроморськ-1, Мурманська обл.): Ка-27, Ка-29, Ка-31
- 73-тя протичовнова авіаційна ескадрилья дальньої дії, в/ч 39163 (п. Федотово, аеродром Федотово, Вологодська обл.): Ту-142МР, Ту-142МК[9]
- Н-й полк БПЛА (м Сєвєроморськ, аеродром Сєвєроморськ-1, Мурманська обл.)
- 89-е окреме авіаційна ланка (м Архангельськ, аеропорт Талаги): 2 од. Ан-26, 2 од. Мі-8МТВ-5
- авіаційна комендатура (Архангельська обл., м Мирний, аеродром Плесецьк)
- авіаційна комендатура (Архангельська область, архіпелаг Нова Земля, п. Рогачево, аеродром Амдерма).
- авіаційна комендатура (архіпелаг Земля Франца-Йосипа, острів Земля Олександри, аеродром Нагурський).
- авіаційна комендатура (архіпелаг Північна Земля, острів Середній, аеродром Середній).
- авіаційна комендатура (архіпелаг Новосибірських островів, острів Котельний, аеродром Темп).

## Командувач
- генерал-лейтенант Олександр Отрощенко (2015 — т.ч.)